# Lijst van nummer 1-hits in Italië in 1999
Deze hits stonden in 1999 op nummer 1 in de Hit Parade Italia, de bekendste hitlijst in Italië.
| Datum        | Artiest            | Titel                            |
| ------------ | ------------------ | -------------------------------- |
| 2 januari    | Cher               | Believe                          |
| 9 januari    | Cher               | Believe                          |
| 16 januari   | Cher               | Believe                          |
| 23 januari   | Cher               | Believe                          |
| 30 januari   | Cher               | Believe                          |
| 6 februari   | Cher               | Believe                          |
| 13 februari  | Cher               | Believe                          |
| 20 februari  | Cher               | Believe                          |
| 27 februari  | The Offspring      | Pretty fly (for a white guy)     |
| 6 maart      | The Offspring      | Pretty fly (for a white guy)     |
| 13 maart     | Alex Britii        | Oggi sono io                     |
| 20 maart     | Britney Spears     | ...Baby one more time            |
| 27 maart     | The Offspring      | Pretty fly (for a white guy)     |
| 3 april      | Britney Spears     | ...Baby one more time            |
| 10 april     | Britney Spears     | ...Baby one more time            |
| 17 april     | Mr. Oizo           | Flat beat                        |
| 24 april     | Mr. Oizo           | Flat beat                        |
| 1 mei        | Britney Spears     | ...Baby one more time            |
| 8 mei        | Jovanotti          | Per te                           |
| 15 mei       | Backstreet Boys    | I want it that way               |
| 22 mei       | Backstreet Boys    | I want it that way               |
| 29 mei       | Jovanotti          | Per te                           |
| 5 juni       | Backstreet Boys    | I want it that way               |
| 12 juni      | Backstreet Boys    | I want it that way               |
| 19 juni      | Lene Marlin        | Unforgivable sinner              |
| 26 juni      | Liga/Jova/Pelù     | Il mio nome è mai più            |
| 3 juli       | Liga/Jova/Pelù     | Il mio nome è mai più            |
| 10 juli      | Liga/Jova/Pelù     | Il mio nome è mai più            |
| 17 juli      | Liga/Jova/Pelù     | Il mio nome è mai più            |
| 24 juli      | Liga/Jova/Pelù     | Il mio nome è mai più            |
| 31 juli      | Liga/Jova/Pelù     | Il mio nome è mai più            |
| 7 augustus   | Liga/Jova/Pelù     | Il mio nome è mai più            |
| 14 augustus  | Liga/Jova/Pelù     | Il mio nome è mai più            |
| 21 augustus  | Liga/Jova/Pelù     | Il mio nome è mai più            |
| 28 augustus  | Lou Bega           | Mambo no. 5 (A little bit of...) |
| 4 september  | Lou Bega           | Mambo no. 5 (A little bit of...) |
| 11 september | Lou Bega           | Mambo no. 5 (A little bit of...) |
| 18 september | Liga/Jova/Pelù     | Il mio nome è mai più            |
| 25 september | Lou Bega           | Mambo no. 5 (A little bit of...) |
| 2 oktober    | Lou Bega           | Mambo no. 5 (A little bit of...) |
| 9 oktober    | Lùnapop            | 50 Special                       |
| 16 oktober   | Lùnapop            | 50 Special                       |
| 23 oktober   | Lùnapop            | 50 Special                       |
| 30 oktober   | Lùnapop            | 50 Special                       |
| 6 november   | Christina Aguilera | Genie in a bottle                |
| 13 november  | Lùnapop            | 50 Special                       |
| 20 november  | Vasco Rossi        | La fine del millennio            |
| 27 november  | Vasco Rossi        | La fine del millennio            |
| 4 december   | Vasco Rossi        | La fine del millennio            |
| 11 december  | Vasco Rossi        | La fine del millennio            |
| 18 december  | Vasco Rossi        | La fine del millennio            |
| 25 december  | Vasco Rossi        | La fine del millennio            |